# 마티아스 기셀
마티아스 기셀(덴마크어: Mathias Gidsel, 1999년 1월 8일~)은 덴마크의 핸드볼 선수로 포지션은 레프트백이다. 현재 핸드볼 분데스리가의 퓌흐제 베를린과 덴마크 국가대표팀 소속으로 활동하고 있다. 덴마크 프로 핸드볼팀인 GOG 혼볼에서 선수 경력을 시작했으며 2022년에 덴마크 리그에서 우승했다. 이후 퓌흐제 베를린 소속으로 2023년 EHF 챔피언스리그에서 우승했다. 그는 2023년 국제 핸드볼 연맹이 선정하는 올해의 선수상을 받았다.
국제 대회에서는 덴마크 대표팀 소속으로 출전하고 있으며 2024년 하계 올림픽 금메달, 2016년 하계 올림픽 은메달, 2021년과 2023년 세계 선수권 대회에서 우승을 차지했다.